# Gustav von Larisch
Gustav von Larisch (geb. um 1745 in Oppeln; gest. 1810) war ein preußischer Landrat.

## Leben
Gustav von Larisch stammte aus einer Familie, die bereits seit dem 17. Jahrhundert in Oberschlesien beheimatet war. Am 26. September 1763 immatrikulierte er sich an der Universität Halle für ein Studium der Rechte. Von 1797 bis 1806 amtierte er als Landrat im Kreis Tost-Gleiwitz.

## Persönliches
Gustav von Larisch war im Jahr 1806 Erbherr auf Groß Wilkowitz, Kempciowitz, Larischhof und Georgendorf.